# Ramón Ferro
Ramón Ferro Dios (Isla de Arosa, 1978) es un deportista español que compitió en piragüismo en la modalidad de maratón. Ganó doce medallas en el Campeonato Mundial de Piragüismo en Maratón entre los años 2004 y 2017, y nueve medallas en el Campeonato Europeo de Piragüismo en Maratón entre los años 2003 y 2017.

## Palmarés internacional
| Campeonato Mundial | Campeonato Mundial             | Campeonato Mundial | Campeonato Mundial |
| Año                | Lugar                          | Medalla            | Competición        |
| ------------------ | ------------------------------ | ------------------ | ------------------ |
| 2004               | Bergen (Noruega)               | Medalla de bronce  | C2                 |
| 2005               | Perth (Australia)              | Medalla de bronce  | C2                 |
| 2006               | Trémolat (Francia)             | Medalla de plata   | C2                 |
| 2007               | Győr (Hungría)                 | Medalla de plata   | C2                 |
| 2008               | Týn nad Vltavou (Rep. Checa)   | Medalla de plata   | C2                 |
| 2010               | Bañolas (España)               | Medalla de oro     | C2                 |
| 2012               | Roma (Italia)                  | Medalla de oro     | C2                 |
| 2013               | Copenhague (Dinamarca)         | Medalla de oro     | C2                 |
| 2014               | Oklahoma City (Estados Unidos) | Medalla de bronce  | C2                 |
| 2015               | Győr (Hungría)                 | Medalla de plata   | C2                 |
| 2016               | Brandeburgo (Alemania)         | Medalla de plata   | C2                 |
| 2017               | Pietermaritzburg (Sudáfrica)   | Medalla de plata   | C2                 |
| Campeonato Europeo |                                |                    |                    |
| Año                | Lugar                          | Medalla            | Competición        |
| 2003               | Gdansk (Polonia)               | Medalla de plata   | C2                 |
| 2007               | Trenčín (Eslovaquia)           | Medalla de plata   | C2                 |
| 2009               | Ostróda (Polonia)              | Medalla de oro     | C2                 |
| 2011               | Saint-Jean-de-Losne (Francia)  | Medalla de plata   | C2                 |
| 2013               | Vila Verde (Portugal)          | Medalla de oro     | C2                 |
| 2014               | Piešťany (Eslovaquia)          | Medalla de oro     | C2                 |
| 2015               | Bohinj (Eslovenia)             | Medalla de plata   | C2                 |
| 2016               | Pontevedra (España)            | Medalla de plata   | C2                 |
| 2017               | Ponte de Lima (Portugal)       | Medalla de bronce  | C2                 |

## Reconocimientos
- 2013: Medalla de bronce de la Real Orden del Mérito Deportivo como reconocimiento a su trayectoria deportiva.[3]